# Tender Is the Night (Lied)
Tender Is the Night ist ein Song von Sammy Fain (Musik) und Paul Francis Webster (Text), der 1962 veröffentlicht wurde.
Fain und Webster schrieben Tender Is the Night für den Film Zärtlich ist die Nacht (Originaltitel: Tender Is the Night, 1962), unter der Regie von Henry King, mit Jason Robards und Jennifer Jones als Hauptdarsteller. Das Lied, das im Film in der Orchesterfassung von Bernard Herrmann und in der Vokalfassung von Earl Grant vorgestellt wird, erhielt 1963 eine Oscar-Nominierung in der Kategorie Bester Song. Die ersten Zeilen des Lieds lauten: Tender is the night, so tender is the night / There’s no one in the world / Except the two of us.
Zahlreiche Coverversionen von Tender Is the Night wurden in den 1960er-Jahren eingespielt, neben der Veröffentlichung von Earl Grant auf Brunswick Records (45-05865) u. a. von Vic Damone (Capitol 4645), Tony Bennett (Columbia 4-42219), Herman Clebanoff (Mercury 71905), im Bereich des Jazz auch von Billy Eckstine, Benny Bailey, Johnny Mathis, später auch von Diederik Wissels, Harry Allen, Steve Noble und Freddy Cole (2010). Tom Lord listet nach 1962 elf Versionen des Songs.
Die Fain-Webster-Komposition ist nicht zu verwechseln mit dem gleichnamigen Song von Jackson Browne von 1983.